# Domenico Failutti

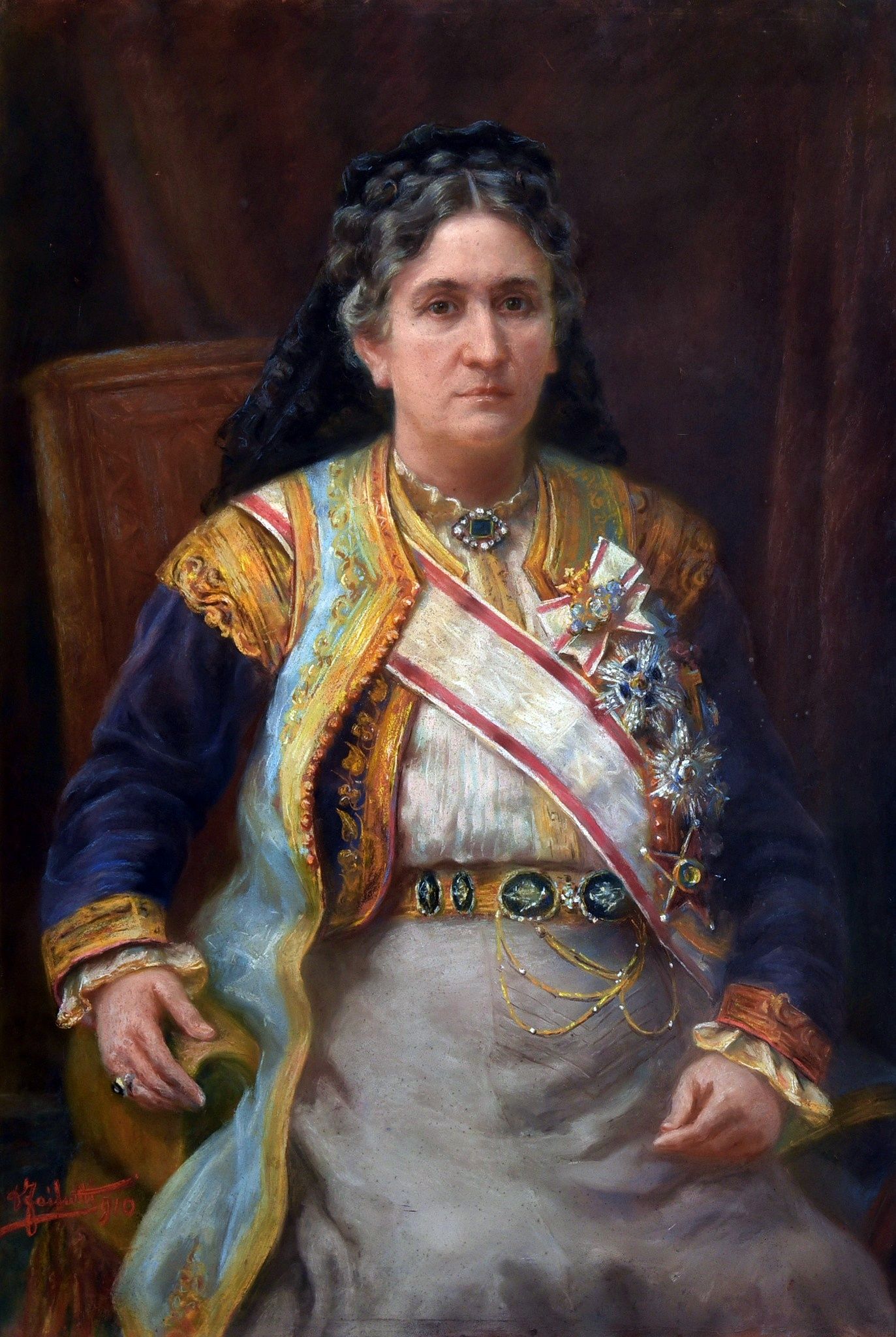
Portrait de Milena Vukotic, reine du Montenegro, en 1910.

Domenico Failutti (Zugliano, Pozzuolo del Friuli, 1872 - Údine, 1923) est un peintre italien, avec une formation académique classique, qui se distingue par ses portraits. Il réalise des travaux dans plusieurs pays d'Europe et d'Amérique, parmi lesquels l'Italie, la Hongrie, le Brésil, l'Uruguay et les États-Unis .

## Période au Brésil
Domenico Failutti est au Brésil pendant les années 1917 et 1922. Au cours de cette période, le peintre fait plusieurs travaux pour l'élite locale. Dans ce processus, l'artiste rencontre Afonso d'Escragnolle Taunay, directeur du Museu do Ipiranga entre 1917 et 1945. À l'époque, Taunay exécute une série de commandes d'œuvres qui viendraient s'ajouter à la collection du musée. En 1920, le réalisateur commande des œuvres pour compléter une série sur la ville de São Paulo. Parmi les artistes choisis pour l'œuvre figure Domenico Failutti.